# Організація з безпеки і співробітництва в Європі
Організація з безпеки і співробітництва в Європі (ОБСЄ; OSCE: англ. Organization for Security and Co-operation in Europe, фр. Organisation pour la sécurité et la coopération en Europe); до 1995 року мала назву Нарада з безпеки і співробітництва в Європі (НБСЄ; CSCE: англ. Conference for Security and Cooperation in Europe, фр. Conférence sur la sécurité et la coopération en Europe) — найбільша у світі регіональна міжурядова організація з питань безпеки. Має статус спостерігача в ООН. Об'єднує 57 країн-учасниць з Європи, Азії та Північної Америки.

## Історія створення та засади діяльності
Нарада з безпеки й співробітництва в Європі, що проходила з 3 липня 1973 р. до 1 серпня 1975 р. за участю 33-х держав Європи, США і Канади, завершилася підписанням главами держав і урядів в Гельсінкі Завершального акту, який став довгостроковою програмою дій з будівництва єдиної, мирної, демократичної й успішної Європи. Нараду було започатковано як політичний консультативний орган, до якого ввійшли країни Європи, Центральної Азії і Північної Америки. 1 січня 1995 р., згідно з рішенням Будапештського саміту, Нарада з безпеки й співробітництва в Європі змінила свою назву на Організацію з безпеки та співробітництва в Європі (ОБСЄ) і набула статусу міжнародної організації.
Упродовж розвитку розпочатого 1972 року процесу НБСЄ 1975 року було укладено Гельсінський Завершальний акт. Цей документ охоплює широке коло стандартів міжнародної поведінки та зобов'язань, що регулюють відносини між державами-учасницями, заходів зміцнення довіри між ними, особливо в політично-військовій сфері, поваги до прав людини й основних свобод, а також співпраці в економічній, культурній, технічній і науковій галузях.
Знаменною віхою в розвитку процесу НБСЄ став Стокгольмський документ 1986 р. про заходи зміцнення довіри й безпеки, положення якого були доповнені й розвинуті в документах, ухвалених у Відні в 1990 і 1992 роках. На Гельсінській зустрічі в липні 1992 року країни-учасниці ухвалили рішення заснувати у Відні Форум НБСЄ з питань співпраці в галузі безпеки (FSC), під егідою якого нині відбувається діалог з питань безпеки й переговори щодо контролю над озброєннями, роззброєння та зміцнення довіри й безпеки.
Впродовж двох наступних років у межах цього органу, який було введено в дію 22 вересня 1992 року, тривали перемовини щодо пакета документів за мандатом, узгодженим у Гельсінкі під назвою «Програма термінових заходів» з питань контролю над озброєннями, роззброєння і заходів щодо зміцнення довіри, безпеки та співробітництва й запобігання конфліктам.
У річищі Програми термінових дій ще дві складові були узгоджені в грудні 1994 року напередодні саміту НБСЄ в Будапешті: нова редакція Віденського документа (Віденський документ-94), що об'єднала колишні Стокгольмський та Віденський документи й обіймала також тексти документів про Планування оборони та Контакти й співпрацю у військовій галузі, узгоджені 1993 року, а також документ про глобальний обмін військовою інформацією. Підсумковий документ саміту, який увібрав у себе нові Керівні принципи непоширення, став важливим кроком в узгодженні Кодексу поведінки з політично-військових аспектів безпеки, куди було долучено нові суттєві зобов'язання щодо демократичного контролю над збройними силами та їхнього використання.
У річищі контролю над звичайними озброєннями під час відкриття саміту НБСЄ в Парижі 19 листопада 1990 року 22 країни НАТО і тодішньої Організації Варшавського договору підписали далекосяжний Договір про звичайні збройні сили в Європі (ЗЗСЄ), який обмежує цю категорію сил в Європі від Атлантичного океану до Уральських гір. Договір набув чинності 9 листопада 1992 року. 10 липня 1992 року в рамках Гельсінського саміту НБСЄ було підписано Завершальний акт Договору ЗЗСЄ — 1 А, яким вводились обмеження щодо чисельності звичайних збройних сил і запроваджувались додаткові стабілізаційні заходи.
На початку 2000-х рр. до ОБСЄ входили: Австрія, Албанія, Азербайджан, Андорра, Бельгія, Білорусь, Болгарія, Боснія і Герцеговина, Ватикан, Велика Британія, Вірменія, Греція, Грузія, Данія, Естонія, Ірландія, Іспанія, Італія, Казахстан, Канада, Кіпр, Киргизстан, Латвія, Ліхтенштейн, Литва, Люксембург, Мальта, Молдова, Монако, Нідерланди, Німеччина, Норвегія, Польща, Португалія, Росія, Румунія, Сан-Марино, Словаччина, Словенія, Сполучені Штати Америки, Таджикистан, Північна Македонія, Туркменістан, Туреччина, Угорщина, Узбекистан, Україна, Фінляндія, Франція, Хорватія, Чехія, Чорногорія, Швейцарія, Швеція, Югославія.
Одним із центральних інститутів ОБСЄ, що відіграє важливу роль у вирішенні завдань всієї Організації, є утворена у квітні 1991 року Парламентська асамблея — парламентський вимір Наради з безпеки й співробітництва в Європі. На той час до складу Асамблеї увійшов вищий законодавчий орган СРСР.
Головним форумом для постійних політичних консультацій є Рада міністрів закордонних справ країн — учасниць НБСЄ, заснована Паризькою хартією для нової Європи, ухваленою 21 листопада 1990 року главами держав і урядів тодішніх 34 країн-учасниць у межах зустрічей у НБСЄ.
Відповідно до Хартії також було створено Комітет старших посадовців, відповідальний за розгляд поточних питань, підготовку засідань Ради й виконання ухвалених нею рішень, і три постійні органи НБСЄ: Секретаріат у Празі, який згодом увійшов до загального Секретаріату у Відні, Центр запобігання конфліктам (у Відні) та Бюро вільних виборів (Варшава), згодом перейменоване на Бюро демократичних інститутів і прав людини (БДІПЛ).
19 червня 1991 року в Берліні відбулося перше засідання Ради міністрів закордонних справ. Рада затвердила механізм консультацій і співпраці з надзвичайних ситуацій в межах діяльності НБСЄ.
9 липня 1992 року на завершальному засіданні в Гельсінкі глави держав і урядів країн-учасниць НБСЄ ухвалили Декларацію Гельсінського саміту «Проблеми доби змін». Декларація відбивала досягнуту домовленість щодо подальшого зміцнення інститутів НБСЄ, запровадження посади Верховного комісара у справах національних меншин, створення структури раннього попередження, запобігання конфліктам і врегулювання кризових ситуацій, організації ознайомлювальних візитів і місій доповідачів.
14 грудня 1992 року на засіданні Ради міністрів закордонних справ у Стокгольмі було ухвалено Конвенцію про примирення й арбітраж в рамках НБСЄ та вирішено заснувати посаду Генерального секретаря.
1 грудня 1993 року Рада міністрів закордонних справ на своєму засіданні в Римі схвалила ці організаційні зміни, в тому числі заснування у Відні двох нових структур — Постійного комітету, що став першим постійним органом НБСЄ для проведення політичних консультацій і ухвалення рішень, та єдиного загального Секретаріату.
Перейменування НБСЄ в Організацію з безпеки й співробітництва в Європі відбулося 1994 року на саміті в Будапешті. Тут також було ухвалене рішення про заміну Комітету старших посадовців Вищою радою, яка скликатиметься щонайменше двічі на рік, а також перед засіданнями Ради міністрів, та збиратиметься як Економічний форум; про створення Постійної ради (замість Постійного комітету), яка працюватиме у Відні як орган проведення регулярних політичних консультацій і ухвалення рішень; про розгляд виконання усіх зобов'язань НБСЄ на засіданнях, які мають відбуватися у Відні напередодні кожного саміту.
На Стамбульському саміті ОБСЄ в листопаді 1999 року, заради посилення процесу політичних консультацій в межах ОБСЄ, було створено Підготовчий комітет під егідою Постійної ради ОБСЄ та Оперативний центр, що планує і забезпечує проведення конкретних операцій ОБСЄ.
Відповідно до Декларації Гельсінського саміту 1992 року, ОБСЄ розробила цілу низку механізмів відрядження офіційних місій та особистих представників Голови ОБСЄ для встановлення фактів, подання доповідей, здійснення моніторингу й посередницьких функцій згідно зі своїми повноваженнями щодо врегулювання кризових ситуацій і запобігання конфліктам.
За останні роки ОБСЄ вживала таких заходів стосовно Косова, Санджака, Воєводини, Північної Македонії, Грузії, Естонії, Таджикистану, Молдови, Латвії, Нагірного Карабаху і Чечні. Починаючи з вересня 1992 року, НБСЄ здійснювала в Албанії, Болгарії, Хорватії, Північній Македонії, Угорщині й Румунії місії, покликані сприяти перевірці дотримання режиму санкцій (SAMs), уведених ООН щодо Союзної Республіки Югославія (Сербія та Чорногорія).

## БДІПЛ

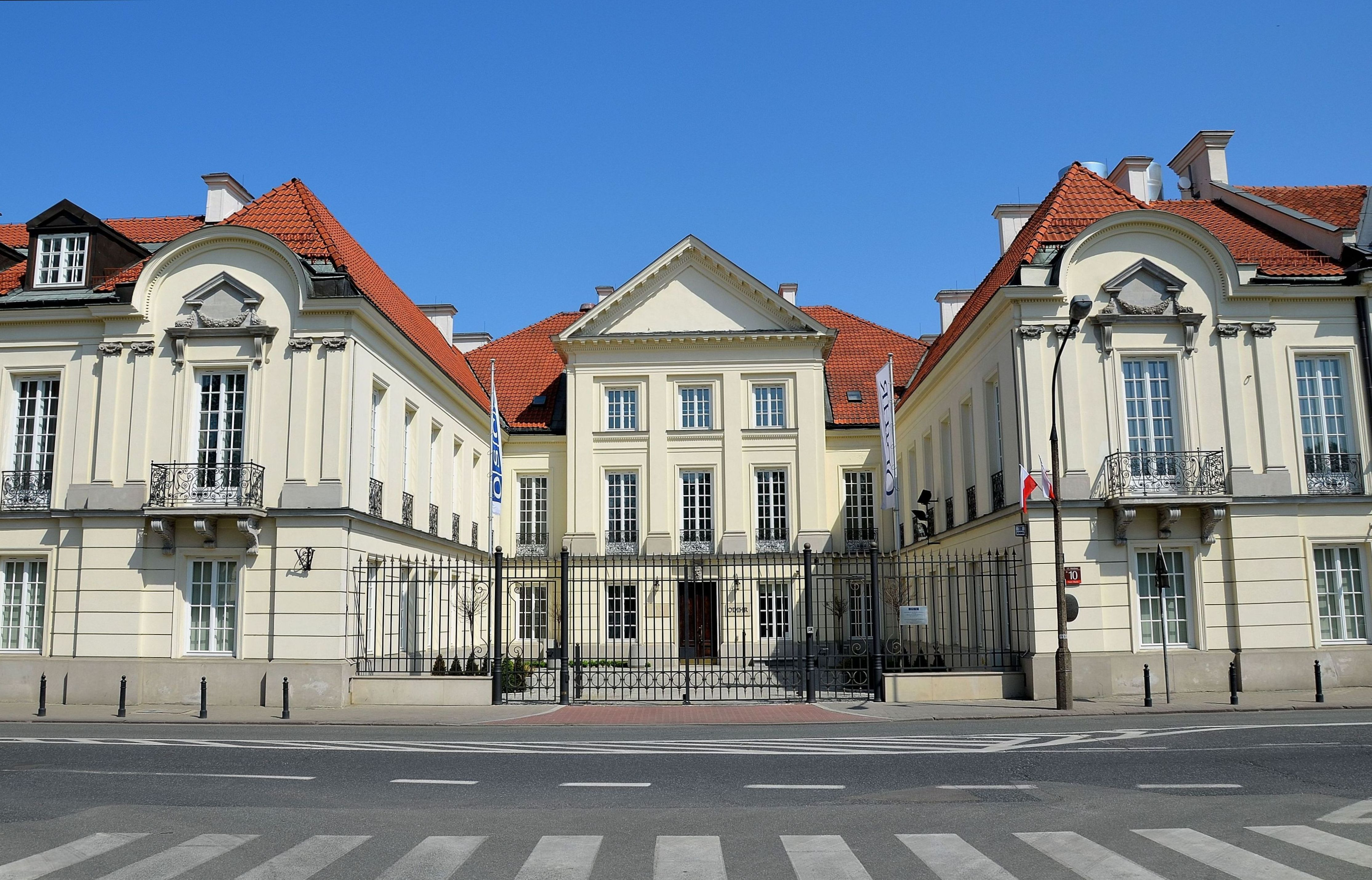
Бюро демократичних інститутів та прав людини, Варшава

Бюро демократичних інститутів і прав людини (БДІПЛ) ОБСЄ (англ. Office for Democratic Institutions and Human Rights (ODIHR)) — важлива регіональна інституція, що займається правами людини. Базується у Варшаві (Польща). Проводить свою діяльність в Європі, на Кавказі, в Центральній Азії та Північній Америці. Просуває демократичні вибори, повагу до прав людини, толерантність та недискримінацію. Директор (із грудня 2020 р.) — Маттео Мекаччі (Італія).

## Україна і ОБСЄ

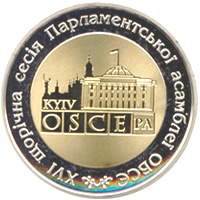
Ювілейна монета України, присвячена проведенню в Києві 5—9 липня 2007 року засідання XVI щорічної сесії Парламентської асамблеї ОБСЄ

Після розпаду Радянського Союзу Верховна Рада України, за правонаступництвом, з 30 січня 1992 року стала повноправним членом Парламентській асамблеї Наради з безпеки і співробітництва в Європі. З того часу Україна бере участь у роботі всіх колективних керівних органів Організації (саміти держав-учасниць ОБСЄ, засідання Ради міністрів і Постійної ради ОБСЄ), виробленні й ухваленні ними рішень з різних питань її діяльності.
Згідно з Правилами процедури ПА ОБСЄ Україні в Асамблеї надано вісім місць. Порядок утворення Постійної делегації Верховної Ради України у ПА ОБСЄ визначається Положенням «Про Постійну делегацію Верховної Ради України в Парламентській асамблеї Організації з безпеки і співробітництва в Європі». Склад Постійної делегації обирається на підставі квот депутатських фракцій та затверджується Розпорядженням Голови Верховної Ради України.
Україна також співпрацює з інститутами Організації, насамперед, з Верховним комісаром ОБСЄ у справах національних меншин (ВКНМ), Бюро з демократичних інститутів і прав людини (БДІПЛ) та Представником ОБСЄ з питань свободи засобів масової інформації. Водночас, важливим напрямком спільної діяльності стало співробітництво з Місією ОБСЄ в Україні, а згодом — з Координатором проєктів ОБСЄ в нашій державі.
У центрі уваги ВКНМ перебуває питання надання допомоги Україні у справі облаштування кримських татар і представників інших, колись депортованих народів, що повертаються на свою історичну батьківщину. А також є вивчення ситуації щодо становища російської меншини в Україні та відповідно української в Російській Федерації.
БДІПЛ, відповідно до свого мандату, організовує роботу спостережних місій за президентськими й парламентськими виборами в країнах-учасницях ОБСЄ, зокрема й в Україні, а також впроваджує різного роду проєкти, спрямовані на розвиток і зміцнення її демократичних інститутів.
Зокрема, в Україні в межах таких проєктів надавалась різного роду допомога у справі організації роботи Офісу Омбудсмена, реформування адміністративної структури Конституційного суду України, удосконалення виборчого законодавства, створення Національної ради із запобігання торгівлі жінками тощо. БДІПЛ спільно з інститутом Координатора проєктів ОБСЄ в Україні брали участь, зокрема, у втіленні проєкту «Усесторонній огляд законодавства України в галузі прав людини».
За ініціативою Уряду України в серпні 1994 року була заснована Місія ОБСЄ в Україні. Свою діяльність Місія ОБСЄ в Україні розпочала 24 листопада 1994 року. Основну увагу Місії було зосереджено на питаннях підтримки суверенітету, територіальної цілісності й непорушності кордонів України відповідно до основоположних принципів ОБСЄ. Активно працюючи на цьому напрямі, Місія зробила позитивний внесок у справу стабілізації ситуації в Автономній Республіці Крим.
30 квітня 1999 р. Місія ОБСЄ в Україні завершила свою роботу у зв'язку з виконанням свого мандату, що стало першим в історії Організації випадком, коли Місія ОБСЄ припинила своє існування саме завдяки успішному виконанню покладених на неї завдань.
За підсумками дво- та багатосторонніх переговорів стосовно нових форм співробітництва нашої держави з інститутами Організації було ухвалено рішення щодо заснування посади Координатора проєктів ОБСЄ в Україні. Координатор проєктів ОБСЄ в Україні розпочав свою роботу відповідно до рішення Постійної Ради ОБСЄ № 295 від 1 червня 1999 року і Меморандуму про взаєморозуміння між ОБСЄ й Урядом України щодо створення нової форми співробітництва, підписаного 13 липня 1999 року й ратифікованого Верховною Радою України 10 лютого 2000 року.
Завдання Координатора і його офісу полягає в підготовці й впровадження в Україні різного роду проєктів відповідно до компетенції ОБСЄ та забезпечення їхнього фінансування шляхом виділення цільових коштів міжнародними організаціями (як державними, так і недержавними) чи іншими державами-учасницями ОБСЄ.
Належна увага в співробітництві України з ОБСЄ приділяється також сприянню в просуванні кандидатур від України для роботи в польових підрозділах ОБСЄ. Представники України брали участь у місіях ОБСЄ в Грузії, Боснії і Герцеговині, Хорватії, Косово, групі помічників Особистого представника Чинного Голови ОБСЄ в Нагірному Карабасі, Місії ОБСЄ в Таджикистані й центрі ОБСЄ в Бішкеку тощо.
5-9 липня 2007 в Києві відбулася Шістнадцята щорічна сесія ПА ОБСЄ в якій взяли участь близько 700 європейських парламентаріїв з 51 країни. На Сесії, зокрема, розглядались питання зміцнення взаємодії ОБСЄ з правозахисниками й національними правозахисними установами та було схвалено підсумкову Київську декларацію.

### Головування України в ОБСЄ в 2013
З 1 січня 2013 року, Україна вперше головувала в ОБСЄ. Головування в ОБСЄ тривало один рік, а головою був Міністр закордонних справ України Леонід Кожара. Допомагали Україні Ірландія, яка очолювала ОБСЄ у 2012 році, а також наступна керівна країна в організації 2014 року — Швейцарія. Серед основних пріоритетів головування України в ОБСЄ 2013 року, було врегулювання тривалих конфліктів, зміцнення заходів довіри й безпеки на просторі ОБСЄ, використання можливостей Організації в розвитку енергетичної безпеки, сприяння економічному зростанню, зокрема розбудові нових торговельних і транспортних коридорів.
Україна мала намір:
- запровадити перемовини в межах ОБСЄ щодо нових засад стосовно майбутнього режиму контролю над звичайними збройними силами в Європі;
- приділяти увагу об'єднанню зусиль ОБСЄ в боротьбі з тероризмом, торгівлею людьми й обігом наркотичних засобів, кіберзлочинністю, організованою транскордонною злочинністю;
- приділяти увагу питанням захисту основоположних прав і свобод людини на просторі ОБСЄ;
- приділяти увагу залученню громадянського суспільства для досягнення наміченого, Організацією.

### Російсько-Українська війна
Одразу після розв'язання 2014 року Російською Федерацією війни проти України, котра почалася з анексії РФ українського Криму, ОБСЄ на прохання України спорядила моніторингову місію на Донбас.
1 липня 2014 в Баку XXIII щорічна Парламентська асамблея ОБСЄ абсолютною більшістю голосів ухвалила резолюцію, що засуджує Росію за анексію Криму і сприяння розвитку збройного конфлікту в Україні.
8 липня 2015 в Гельсінки XXIV щорічна Парламентська асамблея ОБСЄ схвалила резолюцію: «Очевидні, грубі і невиправлені порушення РФ зобов'язань у межах ОБСЄ і міжнародних норм», у якій визнала дії Російської Федерації актом військової агресії проти України.

22-га зимова сесія ПА ОБСЄ 2023 року, відбудеться 23-24 лютого у Відні без участі України, на знак протесту проти допущення російської делегації (держави-спонсора тероризму) до участі в засіданнях. Діячі культури Австрії та інші делегати  розкритикували можливу присутність російської «делегації ганьби» на сесії ПА ОБСЄ — про це йдеться в спільному листі численних діячів культури від 17 лютого на адресу федерального уряду Австрії.
Відень, як місцеперебування штаб-квартири ОБСЄ, не повинен дозволити собі стати центром для інтерпретації Росією її війни проти України. Буде великою моральною і політичною шкодою, якщо зустріч ОБСЄ буде використана як ворота для подальшого поширення російської військової пропаганди з Австрії, йдеться в листі. 
Членкиня делегації України, народна депутатка пані Кравчук, наголосила 19 лютого в «єдиному марафоні» на телебаченні:
Ми не будемо брати участі в офіційних заходах Парламентської асамблеї, в жодних. Але ми їдемо до Відня для перемовин з нашими партнерами стосовно того, що робити, як вивести з цієї кризи ОБСЄ і, принаймні, Парламентську асамблею ОБСЄ.
На думку окремих українських посадовців, зокрема тодішнього очільника луганської ВЦА (де відбувалися бойові дії) у 2014-15 роках Геннадія Москаля, це (ОБСЄ) значною мірою паразитарне утворення від якого немає жодної користі:
|  | «Я бачив роботу ОБСЄ, і чесно говорю, що від них, як від мінеральної води — ні користі, ні шкоди нема. Серед них дуже багато прихильників Росії. Це такий змішаний орган який імітує, що він дуже потрібний. Їм платять гарні гроші, їх страхують на випадок смерті або нещасного випадку. Я, окрім як у ресторанах, пивбарах за чаркою горілки або віскі, майже на передовій їх не бачив.» |

10 листопада 2023 року OSINT-команда української програми "Телебачення Торонто" опублікувала власне розслідування діяльності російського агента ФСБ Олега Козлова, спрямованої на підривну діяльність проти України, окупацію та встановлення контролю над окупованими територіями України. Зокрема, було з'ясовано, що він неодноразово був спостерігачем від ОБСЄ, у тому числі під час парламентських виборів в Україні в 2014 році. Окрім цього, команда з'ясувала, що ОБСЄ фактично не використовувала механізми перевірки людей і не мала ролі у вирішенні питання про недопущення осіб, які висловили бажання бути спостерігачами від ОБСЄ, лишаючи цю відповідальність між країною спостерігача ОБСЄ і між країною, яка проводить вибори, таким чином, знявши з себе відповідальність.

## Голова
Головування в ОБСЄ здійснюється державою-членом на календарній основі, при цьому міністр закордонних справ цієї держави виконує функції чинного голови. У таблиці нижче показані голови з 1991 року.
| Рік  | Країна             | Діючий Голова                                                         |
| ---- | ------------------ | --------------------------------------------------------------------- |
| 1991 | Німеччина          | Ганс-Дітріх Геншер (з червня)                                         |
| 1992 | Чехія              | Їржі Дінстбір (до 2 липня); Йозеф Моравчик (з 3 липня)                |
| 1993 | Швеція             | Марґарета аф Уґґлас                                                   |
| 1994 | Італія             | Беньяміно Андреатта (до 11 травня); Антоніо Мартіно (з 12 травня)     |
| 1995 | Угорщина           | Ласло Ковач                                                           |
| 1996 | Швеція             | Флавіо Котті                                                          |
| 1997 | Данія              | Нільс Хельвег Петерсен                                                |
| 1998 | Польща             | Броніслав Геремек                                                     |
| 1999 | Норвегія           | Кнут Воллебек                                                         |
| 2000 | Австрія            | Вольфганг Шюссель (до 4 лютого); Беніта Ферреро-Вальднер (з 5 лютого) |
| 2001 | Румунія            | Мірча Джоане                                                          |
| 2002 | Португалія         | Жайме Гама (до 6 квітня); Антоніо Мартінс да Круз (з 7 квітня)        |
| 2003 | Нідерланди         | Яап де Гооп Схеффер (до 4 грудня); Бен Бот (з 4 грудня)               |
| 2004 | Болгарія           | Соломон Пасі                                                          |
| 2005 | Словенія           | Димитрій Рупель                                                       |
| 2006 | Бельгія            | Карел де Гюхт                                                         |
| 2007 | Іспанія            | Мігель Анхель Моратінос                                               |
| 2008 | Фінляндія          | Ілкка Канерва (до 4 квітня); Олександр Стубб (з 5 квітня)             |
| 2009 | Греція             | Дора Бакоянні (до 5 жовтня); Йоргос Папандреу (з 6 жовтня)            |
| 2010 | Казахстан          | Канат Саудабаєв                                                       |
| 2011 | Литва              | Аудронюс Ажубаліс                                                     |
| 2012 | Ірландія           | Еймон Гілмор                                                          |
| 2013 | Україна            | Леонід Кожара                                                         |
| 2014 | Швейцарія          | Дідьє Буркгальтер                                                     |
| 2015 | Сербія             | Івиця Дачич                                                           |
| 2016 | Німеччина          | Франк-Вальтер Штайнмаєр                                               |
| 2017 | Австрія            | Себастьян Курц (до 18 грудня); Карін Кнайсль (з 18 грудня)            |
| 2018 | Італія             | Анджеліно Альфано (до 1 червня); Енцо Моаверо-Міланезі (з 1 червня)   |
| 2019 | Словаччина         | Мирослав Лайчак                                                       |
| 2020 | Албанія            | Еді Рама                                                              |
| 2021 | Швеція             | Анн Лінде                                                             |
| 2022 | Польща             | Збіґнєв Рау                                                           |
| 2023 | Північна Македонія | Буяр Османі                                                           |
| 2024 | Мальта             | Єн Борґ                                                               |
| 2025 | Фінляндія          |                                                                       |